# Nicolaas Wessels Boer
Nicolaas Wessels Boer (Den Helder, 19 maart 1913 - Veere, 16 november 1996) was een Nederlandse burgemeester.

## Leven en werk
Wessels Boer werd in 1913 in Den Helder geboren als een zoon van de ontvanger der registratie domeinen Eiso Wessels Boer en van Maria Meursing. Hij studeerde rechten aan de Universiteit Utrecht, waar hij in 1937 zijn doctoraal examen behaalde. Hij werd in 1946 benoemd tot burgemeester van de Drentse gemeente Oosterhesselen. In 1955 volgde zijn benoeming tot burgemeester van Zuidwolde. In 1972 werd hij benoemd tot ridder in de orde van Oranje-Nassau. Op 31 maart 1978 werd hem ontslag verleend vanwege het bereiken van de pensioengerechtigde leeftijd. Wessels Boer was tevens voorzitter van de Provinciale Vereniging Drenthe van het Groene Kruis. Na zijn pensionering vestigde hij zich in Zeeland.
Wessels Boer trouwde op 4 januari 1940 met Clasina Johanna Alberta (Jopie) Meindersma, dochter van de burgemeester van Schermerhorn, Bauke Meindersma. Na haar overlijden hertrouwde hij met Magdalena Maria Sophia Rolina van der Minne. Wessels Boer overleed in november 1996 op 83-jarige leeftijd in zijn woonplaats Veere.
In Zuidwolde werd de sporthal, de "Mr. N. Wessels Boer hal", naar hem genoemd.